# Quiina
Genre
Classification phylogénétique
Synonymes
Selon GBIF (02 mai 2022) :
- Macrodendron Taub.
- Robinsonia Scop.

Quiina est un genre de plantes à fleurs de la famille des Ochnaceae. Ce sont des arbres ou des arbustes originaires d'Amérique tropicale et des Caraibes, et dont l'espèce type est Quiina guianensis Aubl..

## Protologue
En 1775, le botaniste Aublet propose le protologue suivant : 
« QUIINA. (Tabula 379.)

CAL. Perianthium monophyllum, quadripartitum, minimum.
COR. STAM. PIST. deſiderantur.
PER. Bacca ſublutea, ſtriata, ſubrotunda, umbilicata, unilocularis.

SEM. bina, extùs convexa, intus plana, tomentoſa, ferruginea. »
— Fusée-Aublet, 1775.

## Classification
Le genre a donné son nom à l'ancienne famille des Quiinaceae, qui a été fusionnée à la famille des Ochnaceae

## Espèces
Le genre Quiina compterait une cinquantaine d'espèces.
- Quiina acutangula
- Quiina albiflora
- Quiina amazonica
- Quiina blackii
- Quiina brevensis
- Quiina cajambrensis
- Quiina colonensis, (D'Arcy)
- Quiina congesta
- Quiina crenata
- Quiina cruegeriana
- Quiina guianensis
- Quiina jamaicensis, Griseb.
- Quiina schippii

Selon GBIF (02 mai 2022) :
- Quiina amazonica A.C.Sm.
- Quiina attenuata J.V.Schneid & Zizka
- Quiina berryi J.V.Schneid. & Zizka
- Quiina blackii Pires
- Quiina cidiana J.V.Schneid. & Zizka
- Quiina cruegeriana Griseb.
- Quiina decastyla Radlk.
- Quiina decastyla Radlk. ex Glaz., 1905
- Quiina florida Tul.
- Quiina gentryi J.V.Schneid. & Zizka
- Quiina glaziouvii Engl.
- Quiina glaziovii Engl.
- Quiina grandifolia Mildbr.
- Quiina guianensis Aubl.
- Quiina guianensis Crueg., 1859
- Quiina indigofera Sandwith
- Quiina integrifolia Pulle
- Quiina jamaicensis Griseb.
- Quiina lanceolata Dusén ex Ducke
- Quiina leptoclada Tul.
- Quiina longifolia Spruce ex Planch. & Triana
- Quiina lucida Glaz.
- Quiina macrophylla Tul.
- Quiina magellano-gomezii Schwacke
- Quiina maguirei Pires
- Quiina maracaensis J.V.Schneid. & Zizka
- Quiina negrensis A.C.Sm.
- Quiina obovata Tul.
- Quiina oiapocensis Pires
- Quiina paraensis Pires & Fróes
- Quiina parvifolia Lanj. & v.Heerdt
- Quiina piresii J.V.Schneid. & Zizka
- Quiina pteridophylla (Radlk.) Pires
- Quiina rhytidopus Tul.
- Quiina sessilis Choisy, Planch. & Triana
- Quiina tinifolia Planch. & Triana
- Quiina wurdackii Pires
- Quiina yatuensis J.Schneid. & Zizka
- Quiina zamorensis J.V.Schneid. & Zizka